# Jaume Alonso-Cuevillas
Jaume Alonso-Cuevillas i Sayrol, né le 22 novembre 1961 à Barcelone, est un homme politique espagnol, député au Parlement de Catalogne depuis mars 2021. 
Il est l'avocat de Carles Puigdemont et est élu au Congrès des députés en 2019, et de 2020 à 2021.